# Toxorhina imperatrix
Toxorhina imperatrix là một loài ruồi trong họ Limoniidae. Chúng phân bố ở miền Australasia.